# Pterocarpus albopubescens
Pterocarpus albopubescens är en ärtväxtart som beskrevs av Lucien Leon Hauman. Pterocarpus albopubescens ingår i släktet Pterocarpus och familjen ärtväxter. Inga underarter finns listade i Catalogue of Life.